# Alture della Kama
Le alture della Kama o altopiano della Kama superiore (in russo Верхнекамская возвышенность?, Verchnekamskaja vozvyšennost') sono una catena di bassi rilievi collinari della Russia europea meridionale. Si trovano entro i limiti dell'Udmurtia, del territorio di Perm' e dell'oblast' di Kirov.
Sul versante orientale dei rilievi hanno origine i grandi affluenti della riva destra della Kama, In'va e Obva, sul versante settentrionale c'è la sorgente del fiume Kama stesso e dei suoi tributaria Kosa e Vjatka. Dal quello occidentale scendono gli affluenti della riva sinistra del Vjatka: Belaja Cholunica e Čërnaja Cholunica, e la Čepca che scorre dal versante meridionale.
L'altezza del rilievo nella parte più elevata raggiunge i 300–335 m (il punto più alto è il monte Krasnojar, 337 m), mentre le sue elevazioni medie sono di 240–280 m. Il substrato roccioso dalla superficie è rappresentato da argilla, marna e sabbia. Ci sono riserve significative di torba. Le colline sono per lo più ricoperte da boschi di conifere.